# VS嵐
『VS嵐』（ブイエスあらし、英：VS ARASHI）は、フジテレビ系列で2008年4月12日から2020年12月24日まで放送されていたゲームバラエティ番組。嵐の冠番組の一つ。2013年9月5日より番組連動データ放送を対応。

## 概要
嵐のメンバーがゲストを相手に様々なアトラクションゲームで対決する番組。『なまあらし LIVESTORM』から続く土曜午後の嵐の冠番組では初めてハイビジョン制作及びゴールデン・プライムタイムでの特番が放送された。
放送開始から2009年9月19日までは毎週土曜日 12:59 - 13:30（JST、以下略）の『バニラ気分!』第2部にて（地域によってはスペシャルのみ、または単独番組として）放送されていた。同年10月22日より毎週木曜日 19:00 - 19:57の全国ネット・ゴールデンタイムに昇格した。
2011年以降、新春スペシャルが毎年1月3日18:00 - 21:00に放送されていた。
2020年末をもって嵐が活動を休止することに伴い、同年12月24日をもって終了した。
当番組はフジテレビ系列で木曜19時台の1時間枠のバラエティ番組で最も長く放送された番組となった。
女性自身の「復活してほしい嵐の番組」第2位。

## 出演者

### 司会・プレイヤー
- 嵐（大野智・櫻井翔・相葉雅紀・二宮和也・松本潤）

基本的に進行は櫻井が行う。櫻井がゲスト側で出演する場合や欠席した場合は、オープニングのみ他のメンバーが代行。2012年11月22日放送分から2020年12月17日放送分までは番組末尾に挿入される次回予告のナレーションをメンバー1人が週交代で担当。
| 番組終了時点での嵐チームの最終的な対戦成績 | 番組終了時点での嵐チームの最終的な対戦成績 | 番組終了時点での嵐チームの最終的な対戦成績 | 番組終了時点での嵐チームの最終的な対戦成績 | 番組終了時点での嵐チームの最終的な対戦成績 |
|                                            | 対戦回数                                   | 勝利                                       | 敗北                                       | 引き分け                                   |
| ------------------------------------------ | ------------------------------------------ | ------------------------------------------ | ------------------------------------------ | ------------------------------------------ |
| 土曜時代                                   | 64                                         | 43                                         | 21                                         | 0                                          |
| 木曜時代                                   | 460                                        | 256                                        | 202                                        | 2                                          |
| 合計                                       | 524                                        | 299                                        | 223                                        | 2                                          |

### 天の声
別室にて実況・番組進行を担当。ただし過去3回、スタジオに実況席が設けられた事がある。2016年11月10日放送分から最終回までは、フジテレビの男性アナウンサー（フジテレビアナウンサー公式サイトに、当番組の天の声と記載）が週替わりで担当していた。また、フジテレビアナウンサーチームとしてゲスト出演した時やゲストチームの助っ人として、プレイヤーを兼務して実況することもあった。太字はフジテレビアナウンサー。
- 伊藤利尋 （番組開始 - 2012年3月29日、2013年4月18日 - 2015年4月30日、2018年4月19日 - 2020年12月24日[注釈 3]）[注釈 4]
- 中村光宏 （2012年4月12日 - 2013年4月4日、2016年7月7日・7月21日・10月20日[注釈 5]、11月24日 - 2020年12月3日）[注釈 4]
- 天野ひろゆき（キャイ〜ン）（2015年5月7日 - 2016年11月3日）[注釈 6]
- 立本信吾 （2016年11月17日 - 2020年2月27日）
- 谷岡慎一 （2016年11月10日 - 2020年12月24日[注釈 7]）

代理・特別担当
上記のメンバーが天の声として出演できない時を中心に担当するパターンが多い。
- 福澤朗（2011年1月27日[6]、1ゲームのみ担当）
- 三宅正治（2012年7月26日、1ゲームのみ担当)
- 倉田大誠（2015年4月30日（2014年度年間ダメ嵐決定スペシャル、次回予告のみ担当））
- 西岡孝洋（2017年8月3日）
- 生田竜聖（2018年3月15日）
- 榎並大二郎（2019年4月25日、1ゲームのみ担当）
- 渡辺和洋（2020年3月19日）

## 番組の歴史
- 2008年4月12日 - 『バニラ気分!』第2部（土曜 12:59 - 13:30）で放送スタート。
- 2009年7月26日 - FNS26時間テレビで初の生放送。この舞台裏を放送した8月1日放送分にて10月からのゴールデンタイム進出が発表された。
- 2009年10月22日 - この日の2時間スペシャルから木曜19時台で放送を開始。同時に番組ロゴ・スタジオがリニューアルされた。後続番組である奇跡体験!アンビリバボーとの接続は一部の回を除いてステブレレス（CMなし）で行われる（過去にアンビリバボーの番宣をVS嵐で行った事例がある）。
- 2012年4月26日 - 放送回数が100回となる。
- 2013年9月5日 - 番組連動データ放送を開始。
- 2014年9月4日 - 放送回数が200回となる。
- 2015年5月より、番組ロゴ・スタジオがリニューアルされ、最終回まで使われるものになった。
- 2016年11月3日 - 放送回数が300回となる。
- 2019年2月7日- 放送回数が400回となる。
- 2020年3月より新型コロナウイルスの対策として各局が収録の観覧を中止したことを受けて、当番組も同年3月19日放送分を最後に一般客の観覧を中止し、翌週3月26日放送分から7月2日までは無観客で収録を実施。さらに、5月14日放送分以降はリモート形式での収録が導入された。
- 7月9日放送分から最終回まで、芸能事務所に所属する若手芸能人やお笑いタレントがリモート形式で観客として参加。同日以降、ソーシャルディスタンスに配慮した上で徐々に通常形式での収録が再開されていった。
- 12月24日 - 19:00 - 22:48に最終回生放送4時間スペシャルを放送[7]。前半は『BABA嵐 THE FINAL』（事前収録）、嵐5人のロケ企画『台場で相葉が泣いちゃったスペシャル』（ロケのVTRを生放送のスタジオで嵐とゲストが観覧）を、後半では最終決戦と題して生田斗真率いる『打倒嵐!連合軍』と生対決を行った。結果は連合軍の勝利。嵐は最後の戦いを勝利で飾ることが出来なかった。対戦終了後に嵐5人がそれぞれ感謝のコメントを述べ、12年8ヶ月間の放送に終止符を打った。

### 番組終了後
番組終了後、本番組を踏襲した番組・特別番組が制作されている。
- VS魂
  - 2021年1月3日から2022年4月21日まで放送された本番組。MCは相葉が務め、本番組のコンセプトを踏襲した上でゲームが一新された他、本番組のゲームのリメイク版も実施された。
  - 2021年7月に萬匠が番組を降板し内容が再リニューアル、さらに2022年4月28日から2023年9月28日までは『VS魂グラデーション』に改題し再々リニューアルを敢行したが、2023年9月28日をもって終了。大野以外の嵐メンバーもゲストとして出演した。

- BABA抜き最弱王決定戦
  - 最終回で一旦終了したが、2022年1月3日より『VS魂』および『木7◎×部』に内包されて継続。2024年6月以降は単独番組になり、土曜プレミアムおよび1月3日の新春特番枠で継続。企画・総合演出は『VS魂』→『相葉◎×部』のスタッフが務めている。

- タイムリミットバトル ボカーン!
  - 2022年3月28日・7月4日・12月26日に放送。総合演出は萬匠祐基が務め、本番組のスタッフ陣で制作されていた司会は中居正広、吉村崇（平成ノブシコブシ）、渡邊渚（当時フジテレビアナウンサー）。ただし、『VS嵐』とは異なり天の声のアナウンサーは不在。

- THE BET
  - 2024年6月24日・2025年1月6日・6月30日に放送。企画・総合演出は萬匠祐基が務め、テロップや構成も当番組と同じ流れを汲んでいる。司会は川島明（麒麟）、池田美優。当番組のゲームの一つである「ローリングコインタワー」が最終ゲームとして設けられいる他、本番組のゲームのリメイク版も実施された。
  - 好き嫌いダウト最弱王決定戦
    - 2025年5月14日に放送。企画・総合演出は萬匠祐基が務め、テロップや構成も当番組と同じ流れを汲んでいる。前述の2025年1月6日『THE BET』の1企画を独立させたもの。

## ルール
様々なゲームで対決を行い、総合得点で勝敗を決める。ゲストチームは5-8名程度、嵐チームには「プラスワンゲスト（以下、プラスワン）」が1-3名参加する。メンバーには登場時まで、誰が来るのか知らされない(スタッフや本人のミスにより、嵐が既に知っているケースもある)。最終結果が同点の場合は、引き分けとなる。嵐メンバーが自身がキャスターを務めるスポーツ中継、主演のドラマ・映画チームとしてゲスト参戦する（出張対決も含む）ケースもある。
ハンデ
木曜移行後は、一部のゲームで公平を期すため、嵐チームに「レギュラーハンデ」という決められたハンデが課せられていたり、女性や子供に対してアドバンテージが設けられる。これらに加え、状況を見たスタッフの処置・嵐やゲストの提案や発言により随時ハンデが追加・撤廃など調整される。状況次第では逆に嵐チームがハンデを貰ったり、ハンデを無くすケースもある。
ペナルティ
基本的に不正行為を行って獲得した点数に関しては無効となり、場合によっては仕切り直しとなる。
過去のルール
土曜時代ではゲストは2-4名・プラスワンはなし。行うゲームは3種類（稀に2種類）。勝利したゲストは希望の賞品を獲得。
2011年3月10日放送分まではプラスワン・ゲスト共にチーム勝利時は賞金（2010年以前はプラスワンは希望の賞品）を獲得。
2016年4月14日から6月23日放送分では番組冒頭にて「オープニングチャンス」を行い、結果に応じた得点をゲストが獲得できた。

### スペシャル
対決が予選と決勝に分けられ、優勝は特別ルールで行う最終ゲームにて決する。その他のゲームもルールが変更される場合がある。一部の回を除き、ゲストチームが優勝した場合は賞金が贈呈される。
三つ巴戦/四つ巴戦
第29回以前-予選での上位2チームが決勝「ローリングコインタワー」で対決し、勝利チームが優勝。
第31回-予選の順位に応じて決勝「プレッシャーストライカー」への参加出来る人数が変わる。1位は4人、2位は3人、3位は2人でゲームを行い、勝利チームが優勝。
2チーム戦
第12回以前-予選での獲得点をチャレンジパックに換算。100点獲得するごとに1枚、4枚に1枚は200点パックとなり、そこでは200点獲得しないと200点パックは獲得できない。そのチャレンジパックを持って、決勝「バウンドホッケー」での勝利チームが優勝。同点の場合は、100点パック10枚ずつで延長戦を行う。
FNS27時間テレビ/第15回以降-通常ルールで実施（賞金なし）。
不定期に行われる出張対決のコーナーでは、特設スタジオにて1ゲームのみの対決を行う。(第13回以前)
土曜時代は先回に「直前SP（内容紹介）」、翌回に「ダイジェスト・未公開SP」を放送。
2009年と2010年の『FNS26時間テレビ』では当番組が1コーナーとして生放送で実施され、島田紳助（両年の総合司会者）率いるヘキサゴンファミリーと対決した。
第9回以前、最終回はプラスワンなし。
第11回からは番組後半にて特別編（第30回と第33回は全編特別編、最終回は前半に特別編）を放送。

## ゲーム一覧
両チームが各々行うものと、対戦形式で行うものの2種類。多くは体を使うゲームだが、2016年以降は特別企画にてクイズ形式のゲームや心理テスト形式のゲームも行われていた。参加人数はゲームにより異なる。挑戦は事前に決められているが、状況に応じて変更される場合があった。一部のゲームでは減点対象のハンデが嵐チームに課せられ、得点がマイナスになるケースがあった。土曜時代は時期により行うゲーム順が固定されていた。木曜移行後は、最終ゲームのみ行うものが限られていた。

### ローリングコインタワー
2008年4月12日（初回）放送分から2020年5月7日放送分まで実施。エリアが4分割された円形の自動回転テーブルに各チームが2組に分かれて交互に立ち、1人ずつ指定位置にコインを積んでいく。1エリアに1周回ってくるごとに、1人が3枚のコインを約5秒間で積む。2枚以上を同時に置いたり、積まれたコインの位置修正は出来ない。コインは厚さが3種類あり、置く度に加点される。得点は薄い物から3点（小/緑）、5点（中/オレンジ）、10点（大/紫）。積み上げたコインを倒したチームが敗北となり、勝利チームにはボーナス50点が加算。この時、タワーの倒れた位置に問わず、最後に触れたチームが敗北となる。ゲーム中のBGMは『I'M POPEYE THE SAILOR MAN』のアレンジ版。スペシャルの決勝ステージでは『TRUST ME』（ターミネーター2のサウンドトラックに収録）。過去に櫻井は2008年10月4日放送の初の全国放送スペシャルの決勝でわずか3週目で倒してしまい謹慎を命じられたことがある。
過去のルール
初登場時のみコインの配点が10点、20点、30点。各エリアの持ち時間は10秒。勝利チームは両チームが積んだコインの得点を総取り。同年5月31日放送分まではゲストチームが嵐からメンバーを指名。
同年8月30日放送分までコインの配点は5点、10点、20点。同年9月6日放送分までは各エリアの持ち時間が1周目は10秒、2周目は7秒、3週目以降は5秒と加速。
2009年1月31日放送分までゲームの最後に置かれたコインは必ず無効。
2011年6月9日放送分までは各チーム代表者2人のみが参加。
2013年11月14日放送分まで勝利ボーナスは100点。
スペシャル
三つ巴・四つ巴戦：予選を通過した2チームが決勝で行い、各チームの代表者が参加。得点制ではなく勝敗のみを競う。一度に大中小3種類のコインを1枚ずつ使用する（順番は自由）。
出張対決：上記のルールで行う。第3回ではゲストが3つのエリアを担当。
特別ハンデ・ルール
嵐チームが高得点コインの使用を制限、ゲストチームが一度に4枚以上コインを置ける。
勝利ボーナスを倍に変更。
以下に記述するコーナー・企画においてのルールもスペシャル決勝と同様。
体験アトラクション
フジテレビのイベントにて開催（詳細は後述）。
使用するコインは開催年によって異なり、番組同様の物か全て10点コインよりも若干薄く、3点・5点コインよりも厚い物の2種類。
中学生選手権
2012年夏に行われた一般参加企画。トーナメント形式で対決。全国8地区にて予選を行い、番組スタジオで決勝トーナメントを行った。

### フォーリングパイプ
2008年4月12日（初回）放送分から2013年4月25日放送分、2016年5月19日放送分から11月3日放送分まで実施。円形ステージの天井から設置された4本の金属棒の内、相手が選んだ2本を伝って落ちてくるパイプを掴む。先攻・後攻に分かれ、1人ずつ「パイプキャッチ」・「パイプチョイス」を担当。2016年は3回オープニングチャンスにて行われ、嵐が「-チョイス」・ゲストが「-キャッチ」のみを担当。
パイプキャッチ：掴んだ位置によって得点が異なり、下側ほど高得点となる（境界線を掴んだ際は指の本数で判定）。挑戦時の体勢は自由。得点は上から10点（黄）、20点（緑）、30点（青）、50点（金）、0点（白）。高得点ほどエリアが狭くなっている（0点エリアは50点エリアより狭い）。最高で100点獲得。
パイプチョイス：カバー付きの台にて、1-4の番号ボタンから選択（確定後は変更不可）。ゲーム開始後、20秒以内にフォーリングボタンでパイプを落とす。タイムオーバーになった場合は、仕切り直し（ペナルティは無い）。
|                 |   | 黄 | 緑 | 青 | 赤  |   | 金  |   | Wキャッチ ボーナス |
| --------------- | - | -- | -- | -- | --- | - | --- | - | ------------------ |
| -2008年6月21日  | 0 | 10 | 30 | 50 | 100 | 0 | -   | - | -                  |
| -同年7月5日     | 0 | 10 | 30 | 50 | 100 | 0 | 200 | - | -                  |
| -2009年1月31日  | 0 | 10 | 30 | 50 | 100 | - | 200 | - | -                  |
| SP第1-2回       | 0 | 10 | 20 | 30 | 50  | - | 100 | - | -                  |
| -2009年10月22日 | 0 | 10 | 20 | 30 | 50  | - | 100 | - | 100                |
| -2013年2月7日   | 0 | 5  | 10 | 20 | 30  | - | 50  | - | 50                 |
| 同年4月25日     | 0 | 10 | 20 | 30 | -   | - | 50  | - | 50                 |
| 2016年5月19日   | - | 10 | 20 | 30 | -   | - | 50  | 0 | -                  |
| 同年5月26日     | - | 10 | 20 | 30 | -   | - | 50  | - | -                  |

過去のルール
各エリアの幅は時期により異なる。
2本共キャッチ成功で「Wキャッチボーナス」が加算。
2009年11月26日放送分以前は2セット実施。
スペシャル
第1-2・5-6回・2009年FNSの日：2セット実施。
出張対決：ゲストはパイプキャッチのみ担当し、規定点数獲得で勝利。
特別ハンデ
ゲストが2人でパイプキャッチを担当。

### クリフクライム
2008年4月12日（初回）放送分から2020年12月24日（最終回）放送分まで実施。2人の「クライマー」が交互に岩壁を模した壁（高さ6m・幅7.5m）をロッククライミングの要領で登り、設置された得点ボタンを押していく。制限時間は120秒。壁にある無数の小さな穴には、要所にグリップ（金属製の握り手）が挿さっている。ボタンは5点（青/10個）、10点（黄/10個）、30点（緑/5個）・頂上のボタンは50点（金/2回）＝合計400点分。壁は12（縦3×横4）枚のパーツで構成され、内9-10枚には障害物が設置されている（組み合わせは毎回異なる）。パーツによっては、グリップが縦方向となる。
障害物
- お台場のアゴ（薄・厚）…庇状に突出したオーバーハングを雲梯で渡る（側面から登るのは反則）。
- お台場の指…突き出た鉄骨の先端にあるボタンを押す（底に鉄棒が付いている）。
- グリップエレベーター…自動で上下するグリップ。
- 土管（細・太）…手前から潜り、中のボタンを押す（太い方は短い）。
- お台場のデベソ…突出した四角柱の側面・先端にあるボタンを押す。
- 三角柱（厚）…パーツが4つあり、組み合わさると大きな三角柱・四角柱になる。
- 三角柱（薄）…緩やかな山状。
- お台場のバッテン…×型に仕切られた板。
- お台場の丸アゴ…カーブがかかったオーバーハング。
- お台場の階段…4段の階段状になったオーバーハング。
- 炭酸ガス…壁全体にある4ヶ所の穴から一定間隔で噴出（クライマーが間近にいる時は発動しない）してクライマーの進路を妨害する。

クライマー：1人目（1st-）は登頂後すぐに壁を飛び降り、2人目（2nd-）にバトンタッチする。途中で落下し、着地した挑戦者は失格となる。壁のボタンの押し方は自由。
登頂後にボタンを押すなどの反則を行った場合、その得点を無効もしくは減点のペナルティが課せられる。
「サポーター」に追加グリップを要請でき、受け取って任意の位置にセットする（取り外し不可）。挿入口に指を入れて登ることも認められている。
サポーター：代表者数人 が壁正面の高台に立ち、ボタンの位置を教えるほか、ロープで吊るされたかごに入っている予備グリップ（計6個）をクライマーに投げ渡す。落としたり渡し損ねたグリップは使用できず、スタッフに引き上げられて没収される。グリップのストックが尽きた場合、以降クライマーは自力で登らなければならない。
タイムボーナス
2014年2月13日放送分から2015年11月12日放送分は2人目が登頂すれば必ず、2017年8月17日以降はパーフェクト（400点）の場合に限り、残り秒数×3点が加算される。
レギュラーハンデ・固定アドバンテージ
嵐チームは最初から設置されているグリップがゲストより2-4個少ない。女性や子供には多く設置される。
過去のルール
100点ボタン（青色）・50点ボタン（ピンク色）を配置。
土曜時代はクライマー・サポーター共に1人で挑戦。壁の幅は5m。制限時間60秒。予備グリップは5-6個。
2008年9月6日放送分までは制限時間90秒。
2015年11月12日放送分以前は壁がパーツ分けされておらず、突出部により縦3ルートに構成。グリップは横方向のみ。5点ボタンはオレンジ色。
スペシャル
土曜時代も壁の幅は7.5m。第2回までは各チーム2セット行い、第3回まではクライマー1人・制限時間60秒。
特別ハンデ・ルール
100点・50点ボタンを1つ追加（土曜時代）。
頂上ボタンを100点に増加。
制限時間を増減。
子供2人が1st-を担当。
クライマー3-4人（制限時間150-180秒）で挑戦。
特定のノルマを設け、結果により加点・減点。

### キャッチングブリッジ
2008年4月19日（第2回）から7月19日放送分まで実施。1名が幅40cmの橋の上に立ち、正面から次々に発射されるボールを掴む。制限時間は60秒。橋から落下した場合は、ゲームオーバーとなり即終了。黄色は10点、ピンクは30点、ブラック（ピンクを逃した際、初期はスタッフ・後に相手が高速で発射）は初期は50点。後にキャッチしても0点。女性は2倍の得点を獲得。

### ピンボールランナー
2008年7月12日放送分から2020年12月24日（最終回）放送分まで実施。頭上にカゴを背負った「ランナー」がベルトコンベアの上を走りながら、ピンボール台を模したスマートボールから落ちてくるボールをキャッチしていく。制限時間は60秒。黄色ボールは10点、途中3個落ちてくる「ピンクボール」は30点。ボールの軌道は台上のピンや羽根車と上部に180°動く2つのフリッパーにより変化する。ピンクボールの内2つは、途中に設置された2つの発射台から1つずつ落ちてくる。ボールを2個取る度にベルトコンベアのスピードが上がる。ボールが投入されるペースは2秒に1個。
ランナー：ボールの状況は確認できないため、指令台からの仲間の指示と壁に書かれた1-10の番号を頼りに位置調整をする。途中で転倒してしまうとゲームオーバーで、即終了となる。一度カゴに入ったボールは、漏れても有効。
指令台：高台にチームメイトが何人か乗り、マイク を使用してランナーにボールの落下位置を番号で指示する。
レギュラーハンデ・固定アドバンテージ
2010年12月2日放送分から、嵐メンバーはカゴの口を2割狭めるリングが付けられた「20%OFFカゴ」を使用して挑戦。
女性・子供のランナーに対し、ピンクボールを1-2個追加。
1-10の番号をゲストチームにちなんだ名称に変更。(沿線の駅名や球団の打順など)
|                | 黄 | ピンク |
| -------------- | -- | ------ |
| -2008年11月1日 | 30 | -      |
| -2009年9月12日 | 30 | 100×1  |
| -同年12月3日   | 20 | 50×1   |
| -2010年4月8日  | 20 | 50×2   |
| -同年12月23日  | 10 | 50×2   |
| -2015年9月24日 | 10 | 30×2   |
| -同年12月10日  | 10 | 30×4   |
| -2016年4月21日 | 10 | 30×6   |

過去のルール
不定期にピンの配置や数が変更される（土曜時代では一時期まで毎回変更）。
2008年9月20日放送分まで投入ペースは3秒に1個。
2011年3月17日放送分までは台に発射台・フリッパーがなく、羽根車の内2つが自動で回転。
特別ハンデ・ルール
ピンクボールを増減。ゲストやプラスワンが20%OFFカゴを使用。コンベアの速度を変動。嵐がOFFカゴを使わない。嵐チームに対して、ピンクボールのみを投入。
50点の球が出現。
壁の番号をゲストチームにちなんだ名称に変更。
ランナーの最高心拍数を得点に加算。
『バレーボールランナー』として実施。コンベア上の2人が、後方のカゴ担当にトスを行う。
高齢のランナーに対して、コンベアの速度を遅くする。
ラグビーボールを模した楕円形のボールを使用。

### デンジャラスサーファー
2008年9月13日放送分のみ実施。レール上のスケートボードに乗った「サーファー」を押し、停止位置に応じた得点を獲得。双方2回挑戦。得点エリアは10、30、50、200点に加え、相手が50と200点の間に50、100、150点と3枚の「ペナルティプレート（10点獲得＆恥ずかしい質問「デンジャラスQ」・「モノマネ」・「変顔」）」を設定。先端の200点エリアを過ぎ、スポンジプールに落ちると0点。

### ジャンピングシューター
2008年11月29日放送分から2019年9月12日放送分まで実施。相手が守る上下段2つに分かれたゴールに、トランポリンでジャンプしながらハンドボールの要領でボールをシュートしていく。先攻・後攻に分かれ、2人ずつ「シューター」・「キーパー」を担当。制限時間は60秒。シューターと下段ゴールの間は壁で遮られている。トランポリンは3つあり、位置に応じて壁と床に1-3の番号が書かれている。下段のゴールの幅は、上段よりも若干狭くなっている。
シューター：ゴール1回につき、下段は20点・上段は30点。得点が倍になるピンクボールが2球ある。跳ばすにシュートしたり、一度に複数個の投球は禁止されている。
キーパー：下段からは投球まで相手が見えない（上段から指示が可能）。
固定アドバンテージ
女性のシューターに対し、ピンクボールを2個追加。
過去のルール
土曜時代は1ゴール30点。2008年12月13日・2009年1月31日放送分のみ1人5球ずつシュートの10球勝負。
2009年1月31日放送分までは以降よりも小さいボールを使用。
2010年1月21日のスペシャルまでは一度にボールを複数投球でき、下段のゴールの幅が上段よりも広かった。
2014年8月14日放送分までゴールは上下段どちらも20点。
2016年1月21日放送分までピンクボールはなし。
特別ハンデ
シューターの人数を増加。
女性・子供に対して、小さいボールを使用・ゴールの幅を狭める・2-3人が1ゴールを担当・トランポリンの代わりにスロープを設置。

### バンクボウリング
2009年4月10日のスペシャルから2016年12月15日放送分まで実施。ボウリングがベース。高台のアプローチからバンク（反り返った壁）に向かって2人が同時にボールを斜面へ転がし、Uターンさせた反動で左隣にあるピンを倒す。1フレームで2投行う。ピンは計66本で、大きな三角形に並べられている。1点のノーマルピン（○）が50本、10点のブルーピン（●）が15本、ヘッドピンは50点のレッドピン（★）＝合計250点。スペアを取ればボーナス100点が加算され、ストライクを取れば新たなフレームでもう1投挑戦出来る。レーン終点の壁から跳ね返ったボールがピンを倒しても有効。レーンにガターは存在しない。スペア達成者は、セットに飾られている金色のボールを使用できる。
|  |

過去のルール
木曜放送初回から2009年11月26日放送分までは2フレーム挑戦。
2011年6月2日放送分までは1投につき1人で投球。
2012年5月24日放送分まではピンの並びが星型で、スペア・ストライクボーナスはなし。
2014年12月18日放送分までスペアボーナスは50点。
レーン終点の壁から跳ね返ったボールが倒したピンは無効。
スペシャル
第3・6回：各チーム2フレーム対決。第3回のみ2フレーム目でスペア・ストライクを取るともう1投挑戦。
第14回：スペアボーナスが150点（400点満点）。
特別ハンデ・ルール
通常より1フレーム多く挑戦。
2投目を3人で投球。
子供の挑戦時、3人同時に投球・投球補助台を使用・ガター防止用の壁を設置。
ゲストがブルーピンの点やレッドピンの位置を変更・3投挑戦・ノーマルピン1本をレッドピンに変更。
2015年1月2日・3日に放送されたCM（計5回）にて、「めざせ!全倒し（メンバー1人が90秒間挑戦）」を行った。結果は全員失敗。

### ジャイアントクラッシュ
2009年10月22日のスペシャル（木曜放送初回）から2018年4月12日のスペシャル、2020年9月24日放送分に実施。
ジャイアント、もしくはマッチョ君（ゴールデン初回のみマンモス）と呼ばれる巨大オブジェの足場となるブロックを各チーム交互に沈め、マッチョ君を倒した、つまり「ジャイアントクラッシュ」させたチームが敗北（「CRASH」と表示）となる。マッチョ君は計18-22本のポールに支えられる形で大板に乗っている。
ブロックは計64個（8×8）。赤・青・黄・緑色に分けられ、1-16の番号が振られている。各ブロックがポール1本を支えている。それ以外のブロックはゲーム開始前に沈められる。
ブロックは「セレクトパネル（タッチパネル）」で指定し、「DOWN」ボタンで沈める。ブロック1個沈める毎に10-30点（期間によって異なる）が入る。3個沈める・1-2個沈めてパスを宣言・時間切れにより挑戦交代（ターンは総得点が低い順）。各挑戦につき制限時間1分。勝利チームにはボーナス50点が加算。
ブロックを沈める前に自然にクラッシュした場合、挑戦中のチームが敗北となる（実例は1回のみ）。
全ブロックを沈めても倒れなければ引き分けとなり、ボーナスは加算されない。
オブジェは毎回ゲストや時期に合わせてポーズや衣装が変わる（稀に2体で構成）。
2010年7月15日放送分より安全対策としてマット部隊（巨大マットを持った番組スタッフ）がスタンバイするようになった（同年7月22日放送分でマッチョ君の頭が観客席に飛んでいくアクシデントがあったため）マットにはジャイアントクラッシュのロゴとともにジャイアントクッションと書かれているが､2010年7月15日と同年8月5日放送分のみ青色の無地マットが使用された｡
レギュラーハンデ
第1ゲームで行われる場合や､点差が同点の場合は後攻となる。
過去のルール
2011年6月30日放送分以前・2013年1月3日のスペシャルではジャイアントが直接ブロックに乗っていた。ブロック数は11-26本。
2011年10月20日放送分までレギュラー回での勝利ボーナスは100点。
スペシャル
第4・7・11・17回：勝利ボーナスが100点。
第22回：1ターンに沈められるブロックの数が2個。
特別ルール
「Bet de 嵐」にて行った「相葉クラッシュ（相葉がマッチョ君に扮し、ジャイアントを担当）」では、相葉以外の嵐4人による個人戦を実施。勝敗のみで競った。

### バズーカトレイン
2009年11月12日放送分のみ実施。両チームが交互にレールを繋げ、1両の汽車を進めていく。
「バズーカ（各1人）」が回転する的に弾を撃ち、命中部に応じたレール（緑・ピンクに色分け）を獲得。的には「ストレート（直線×1）」と「敵ダブル（相手チームの曲線×2）」が1ヶ所、「シングル（曲線×1）」と「ダブル（曲線×2）」が2ヶ所。赤いゲート（50点×7・100点×1）に通すと得点、黒いゲート（30点×3）はマイナス。ゴールへ繋げたチームには位置によってボーナス（中央が100点・左右に50、30、0点）が加算。

### バウンドホッケー
2010年4月8日のスペシャルから2020年12月24日（最終回）放送分まで実施。
ホッケー台（幅3m・長さ10m）を挟んで6人が立ち、発射されるパックを各自が可動式のフリッパーで斜向かいに打ち返していき、6人目（ゲッター）が左右に動くゴールにシュートする。制限時間は60秒。ゴールに入れば20点、入らなくても終点のゴールエリアに届けば5点獲得。パックがリンク外の溝に落ちる(ガター)・打ち返せない所で停止(ストップアウト)すると0点。パックは消費する度に、1枚ずつ投入される。
途中、得点が2倍になる「ブルーパック」が、嵐チームには1枚・ゲストチームには3枚投入される。メンバーを飛ばしてパス・同じ相手に打ち返す・ゲッター以外がゴールにシュートすることも可能。
ゴールエリア手前付近はスロープにより、パックは止まらない。
タイムアップ後も盤上にパックがある場合は、続行する。
2020年9月24日放送分以降はフリッパーが後述の『スライダースマッシュ』で使用されていた物に変更され、動かせる自由度が上がった。
レギュラーハンデ
2011年5月5日放送分から嵐チーム挑戦時はゴールの移動スピードが50%UPする。
2011年1月3日-3月17日放送分・2012年3月29日のスペシャルでは両端の幅が狭められた「20%OFFゴール」を使用。
過去のルール
2010年4月22日放送分までは各チーム交互に2セット挑戦。
2010年5月6日放送分から2019年11月21日放送分までは制限時間90秒
同年7月1日放送分までブルーパックはなく、同年9月2日放送分までは各チーム2枚。
2011年9月1日放送分までは1ゴール50点、ゴールエリアは10点。
2012年11月8日放送分から2020年12月3日放送分の第3回『Mr.VS嵐』までは1ゴール30点。
スペシャル
第9回・第11回・第12回：決勝ステージで実施。予選ステージの得点を100点（赤）と200点（青）のチャレンジパックに換算して挑戦（200点パックは換算・投入時共に3枚おき） 。制限時間はなく、得点はゴール時のみ。同点の場合は、100点パック10枚で延長戦を行う。
2010年FNSの日：各チーム2セット挑戦。
Mr.VS嵐：台を3人バージョンに縮小。
特別ハンデ・ルール
ブルーパックを増減。
嵐チームがゴール時のみ得点、1パックのみで挑戦。
プラスワンゲスト不在時、台を5人用に配置変更。
ゲストが自作・持参した、特別なパックを導入。
ゲストチームが投げるサイコロの出目に名前が書かれた者（実際の出目は櫻井だったので櫻井）がパックを放出。

### ジャングルビンゴ
2010年4月8日のスペシャルから2015年2月12日放送分まで実施。縦・横5部屋×5階建ての立体迷路（高さ6m）に3人が入り、5階の天井にある計24枚（1-12・14-25番）のビンゴマス（ハッチ）を開けていく。制限時間は3分。マス1枚につき10点、ビンゴ1列成立で50点獲得。
ゲーム開始時に3つの入口から1人ずつ入り、マスを開けたら直接屋上から脱出して別のメンバーと交代していく（入口に戻っても交代可能）。中央の「FREE」部分は全フロア撮影スペースとなっている。5階四隅の昇降口には真上のマスを開ける為の梯子がある。
セットの上からハッチを開けるのは反則で、その分の得点は無効となる。
待機しているメンバーはモニターで天井の様子を確認できる。2011年9月1日放送分からは嵐メンバー1人が頭部に「プレイヤーカメラ（小型カメラ）」を装着し、挑戦時に迷路の中を撮影する（時折、ゲストも使用）。
レギュラーハンデ
回により、ゲストチームはFREEマスを1ヶ所自由に追加できる。
過去のルール
2011年3月10日放送分以前は、ビンゴ1列が成立するまでのタイムを競うタイムアタック形式。勝利チームは100点・敗北チームは10点獲得。後攻チームは、先攻チームの記録を上回れなかった時点で強制終了となる。
初登場時は全チームビンゴ成立まで続行。得点は1位200点、2位50点、3位10点。
特別ハンデ
ゲストがFREEマスを2-3枚追加。また、同時に4人以上入れる。
嵐チームの制限時間を2分に短縮。記録に20-30秒加算（旧ルール）。

### デュアルカーリング
2010年10月14日のスペシャルから2019年11月14日の第1回『Mr.VS嵐』まで実施。
V字型レーンに各チーム3人が入り、カーリングの要領で交互に手持ちのスティックでストーンを合流地点にあるハウスへ滑らせる。2戦行う。ハウスは外側から順に5（黄）、10（橙）、30（赤）点エリアの3段階に分かれている。奥の溝に落ちたストーンは無効。
各チームが先攻後攻に分かれ、交互に10秒間ずつ・計3セット投球する。投球時間外はKEEP OUTゲートで阻まれる。
ストーンは各セット1人1個（チーム毎に赤と青で色分け）。最終セットでは、得点2倍となる「ダブルストーン」が含まれる。表面には「★」・ダブルストーンは「×2」と表記。
ゲーム終了時にハウスの各エリアが階段状にせり上がり、各ストーンの位置に応じた得点を獲得。
レギュラーハンデ
ゲストチームは嵐チームよりダブルストーンが多く、できるだけプラスワンに持たせる。
固定ハンデ
女性に必ずダブルストーンが1個含まれる。
過去のルール
2010年12月23日放送分までハウスの中央は100点。2017年10月26日放送分までと第1回『Mr.VS嵐』では、各チームが同時に60秒間投球を行った。
2011年3月17日放送分までストーンは計6個（1人2個）。
2014年2月27日放送分までは、一部の回を除いて1対1の個人戦（ストーン計6個・ダブル1個）も実施。団体戦のストーンには投石者名の頭文字が表記。
2014年4月24日放送分から2017年6月15日放送分までと第1回『Mr.VS嵐』では、開始45秒間のみハウス中央がせり上がり「ボーナスポケット」が出現。ストーンを入れる毎に30点が加算され、入れた分が手元に戻る。側面は回転する壁が阻んでいる(2015年3月12日のみ、嵐のところで長時間停止する回転になった)。
同年6月12日放送分までハウスは10、30、50点・ボーナスポケットは50点。
スペシャル
第8回： 団体戦と個人戦（ハウスが30、50、100点）を総当たり。
第9回： 団体戦と個人戦を各2戦。
第10・13-14・19・27回： レーンが3本ある『デュアルカーリングR』で、3チーム同時に対戦（赤と青に加えて、緑色のストーンを使用）。第19回ではストーンが1人5個。3セット目は全チーム同時に投球。ボーナスポケットは出現しない。
特別ハンデ・ルール
ダブルストーンを増減。
4-5人で挑戦（ストーンを増数）。子供がハウスに近いエリアにて挑戦。
点差が開いていたり、最終対決においてハウス中央やボーナスポケットを50・100点に変更。
2対2で対決。
得点が3倍になるゴールドストーンを各チーム1個使用。
『ミックスデュアルカーリング』として実施。チーム全員を2-3人で3組に分け、20秒ごとに交代。
スティックを使わず、手で投球。
体験アトラクション
フジテレビのイベントにて開催（詳細は後述）。
団体戦を行い、50点ゾーンにストーンを乗せたチームに景品を配布。

### キッキングスナイパー
2011年4月7日のスペシャルから2020年12月24日（最終回）放送分まで実施。サッカーがベース。チーム全員（「キッカー」）が3つのエリアに分かれて横並びで立ち、ベルトコンベアを流れる缶と板で組まれたターゲットに、各エリア交代で1人ずつゴムボールをシュートして倒していく。
缶は赤色と銀色の2種類。赤缶を倒すと20点、全ての缶を倒せば「パーフェクト」としてボーナス50点が加算。最終対決以外では、赤缶が10点、パーフェクトボーナスが30点（2016年4月14日放送分以降）。
1つのターゲットが流れる約15秒間を1セットとし、計6セット行う。ボールを蹴った後に各エリア1球ずつボールが出てくる。1セットにつき、各エリア蹴られるのは1回のみ。
ターゲットは3-18個程の缶が3-5段に積まれている。赤缶の数は各セット1-8個程だが、最終セットに限り9-17個程の赤缶のみで組まれたものが流れることがある。缶の組みや個数は両チーム同一。
ボールの直撃に限らず、他の缶や土台が当たって倒れた場合でも有効。缶が完全に倒れなかったり、流れ終わった後に倒れた場合は得点にならない。
ゲーム中のBGMは『狙いうち』のアレンジ版。
固定アドバンテージ
女性・子供・高齢の男性はピンク色の「レディース/チャイルドゾーン」と呼ばれる短距離エリアから挑戦。スポーツ経験者の女性に関しては対象外、もしくは青色で若干短いエリアで挑戦するケースもあった。
過去のルール
2011年10月20日放送分までは370点満点（赤缶は第5セットのみ2個、他は1個）。
同年11月3日放送分まで赤缶のみのターゲットはなく、2012年2月16日放送分までは必ず6個構成。
2014年8月14日放送分まで基本ルールは計5セット・キッカーは各エリア1人。
スペシャル
第9-10回・出張対決：各チーム2回挑戦。
特別ハンデ・ルール
基本的にレギュラーハンデは設けないが、ごく稀に特殊ルールを採用することがある。
挑戦回数・セット数・参加人数を変動。
子供の挑戦時、3人がチャイルドゾーンにて各自挑戦。また、ボールを手で投げる。
嵐チームが蹴る順番・人数を制限する。
各ターゲットを赤缶1個のみに変更。1セットのみゲストの赤缶が多い。50点の青缶、30点・100点の金色の缶が出現。
嵐チームは10点、ゲストは20点の赤缶で挑戦。(パーフェクトボーナスは変わらず)
ゴムボールの代わりに、サッカーボールやラグビーボール（投球可）を使用。
バレーボールを使用し、スパイクを行う。
『バスケットスナイパー』として実施。流れるバスケットゴールに、バスケットボールをフリースローで入れる（1球30点）。
最終対決以外で、パーフェクトボーナスを50点に増加。
前半・後半で3人ずつ交代で挑戦。

### コロコロバイキング
2011年10月27日放送分から2018年5月3日放送分まで実施。
海賊船を模したセットに転がってくるボールを6人で船首まで運ぶ。コースはピンク・グリーン・オレンジ（他と比べ1.5倍の長さ）ゾーンに分かれ、穴・柵・ポール・羽根車が設置されている。各ゾーンに2人がセットを挟んで立ち、1人につき2本の上下するレバーを操作してコントロールする。
ボールは全15球。1-2・4-5球目に通常の「ブルーボール」、3球目に得点が2倍になる「ゴールデンボール」が1球、最後に小さい「イエローボール」が10球同時に投入される（15秒間隔だが、イエロー投入前は加えて3秒のカウントダウンが入る）。
船首の得点エリアは50、30、20、10、5点に分かれており、イエロー投入時までは得点時に配置がシャッフルされる（2球連続で入った場合は例外）。エリアへはオレンジエリア末端にて左右に動くレールにボールを乗せる（途中、幅が縮まっている）。
イエロー投入後、60秒経過すると得点エリア手前が壁で遮断される（ゲーム全体の時間は140秒弱）。
板状となっているゾーン同士の隙間やレールが動いている空間にも、ボールが落ちる可能性がある。
7人以上のチームは、1ヶ所のレバーを2人が1本ずつ操作する。
ボールの投入時・落球時・得点時に応じた部分から炭酸ガスが吹き出す（イエロー落下時を除く）。
ゲーム中のBGMは『Yo Ho(A Pirate's Life for Me)』のアレンジ版（イエロー投入後はテンポアップ）。
レギュラーハンデ
嵐チームの挑戦時は、穴の数を増やす（点差や状況により変動）。
2012年8月2日放送分以降嵐チームは、得点エリアの20点をマイナスエリアに変えて挑戦。必ず50点の隣に配置（2012年8月16日放送分以降）。2014年9月4日-2017年3月16日放送分はこれに加えて、イエロー以外のボールを落とすと−20点。いずれもゴールデンの場合は、2倍の点数で減点。2015年以前は、最終対決においても点差を問わず挑戦。
過去のルール
2011年11月3日放送分まで穴の数は両チーム同じで、ポールはなし。同年11月10日放送分まで得点の配置は固定されており、回ごとに変えられた。
2012年11月8日放送分までと同年11月29日・12月13日放送分では羽根車はなし。
2015年1月29日放送分までイエローボール・制限時間はなく、ボールは全7球（ゴールデンは4・7球目）。同年3月12日放送分までイエロー投入前のカウントはなく、投入後の制限時間は40秒。
スペシャル
第14回：ボールを全6球に短縮（ゴールデンは3・6球目）。
特別ハンデ
得点エリアの構成を変動。ボール（ゴールデン）の増減。ゲストにマイナスエリアを追加。
相葉が2ヶ所のエリアを担当（プラスワン不在時）。マイナスエリア、ボール落下の減点を増減・無くす。
体験アトラクション
フジテレビのイベントにて開催（詳細は後述）。
2人で挑戦（コースはオレンジのみ）。得点エリアは右から30、5、50、10、20点で固定。ボールは1-2・4球目にブルー、3球目にゴールデン、イエローは5球。150点（フジテレビの日のみ88点）以上獲得したチームに景品を配布。

### ショットガンディスク
2012年3月29日のスペシャルから2019年5月30日放送分まで実施。
嵐5人が考案・開発に携わった。チーム同士で「ディスク（フリスビー）」をパスしていき、最後の1人がネットでキャッチする。この間、相手チームはバズーカで妨害する。先攻・後攻に分かれ、攻撃側の4人が「パサー」「シューター」「レシーバー」・守備側の2人が「バズーカ」を担当。制限時間は60秒。
パサー：手元のディスクを前方のシューターにパスしていく。レシーバーへ渡るまで、一度落ちたディスクは無効となる。
シューター：2人が各自エリア分けされた階段状の足場に立ち、ディスクを好きな位置で受け取り、前方斜め上のレシーバーにパスする。パサーから遠くて高い段にかけて5、10、20、30点。ディスクを複数枚手元に溜めたり、受け取った後のエリア移動は禁止。互いにディスクを渡し合うのも禁止されている。
レシーバー：パサーの真上にある高台に立ち、ディスクをネット（たも網）でキャッチすると得点（バズーカに当たったディスクも有効）。入ったディスクは取り出せる。
バズーカ：パサーの左右にあるイスに座り、各自バズーカに弾を入れ、シューターの投げたディスクをクレー射撃の要領で撃ち落とす。パサーが投げたディスクは撃てない。
特別ハンデ・ルール
シューターが女性の場合、足場をパサー側に近づけて挑戦。
パサー、シューターの人数を増やす。
リング状のフリスビーを導入（各チーム1枚、得点2倍）。

### ポップコーンヒッター
2013年1月3日のスペシャルから6月20日放送分まで実施。
3人の「ヒッター」が交代で1人ずつ円形の「フライパンステージ」に立ち、曲に合わせて周囲から打ち上げられるボールを、手持ちのラケットで正面のポイントゾーンに打ち返していく。ポイントゾーンは内側に湾曲した布製の壁。青いゾーンは10点、中央上部の赤いゾーンは30点（各ゾーンの下部にある庇状のネットに入ると得点）。
ボールは6ヶ所ある発射口から一定間隔で発射される（1人につき12個・6個目以降はテンポアップ）。途中、得点が倍になる「ピンクボール」が、嵐チームには1人1個・ゲストチームには2個発射。
ゲーム中のBGMは初期は毎回異なる曲、2013年6月6日放送分以降は専用のBGMを使用。
レギュラーハンデ
ゲストチームは嵐チームよりピンクボールが多い。
過去のルール
初回は各チーム2回ずつ挑戦。
2013年1月3日・17日放送分はポイントゾーンがステージの頭上を円周で囲んだネットで、青いゾーンは10点、正面の赤いゾーンは20点。ボール（ピンクはなし）の発射口は10ヶ所（以降、手前の4つは閉鎖）。3人目にかけて発射量が徐々に多くなり、難易度が上昇する。
6月6日放送分のみ、ピンクボールが男性1個・女性2個。

### GoGoスイーパー
2014年7月17日放送分から2016年3月3日放送分、2018年5月24日放送分に実施。チーム2人が各自「スイープカート」に乗り、フィールド上のボールを四隅にあるゴールに入れていく。制限時間90秒の対決を2回行う。カートはチームによりブルーとピンクに色分けされている。ハンドルにある「シュートボタン」を押すと、正面の電動フリッパーでボールを弾き飛ばすことができる。
ボールはゲーム開始時に2ヶ所のボックスから放出される。黄色ボールは1点。「ブルーボール」・「ピンクボール」（各8個）はゴールに入れた者に問わず、同色のカートに乗るチームに10点。制限時間残り30秒（「ボーナスタイム」）になると4個投入される「ゴールデンボール」は30点。ゲーム開始時とボーナスタイムに1個ずつ（計2個）投入される「ブラックボール」は、無条件で嵐チームが−30点。黄色に比べ、他種はサイズが大きい。ゴールデンとブラック以外はゴール分が随時追加される。
スタート前にはフォーメーションラップとして、フィールドを左回りに走行する。
ゴールの入口は、タイムアップ時に閉鎖される。
カートはバックが可能だが、状況に応じてスタッフが場外からアシストを行う。
ゲーム中のBGMは『マッハ・ゴー・ゴー・ゴー』のアレンジ版。
レギュラーハンデ
2015年3月19日放送分から先述通りブラックボールが出現。初登場時のみは一度に2個ずつ（計4個）投入。
過去のルール
2014年9月11日放送分以前は1チーム（2人）のみが1回ずつ挑戦。フィールドは現在よりも小さく、ボールは2点の黄色、20点のピンク（全4つをゴール毎に「フィーバー」となり、この時のみボールが追加）、−50点のブラック（2回目実施以降、嵐チーム挑戦時にてゲーム開始・フィーバー時に1個投入）の3種類（サイズは全て対戦形式のイエローと同じ）。カートの色は、ブルーとピンクが一台ずつ。
2015年2月26日放送分までブルー・ピンクボールは20点、ゴールデンボールは50点。
スペシャル
第17回：3チーム総当たりで対決。
特別ハンデ
ブラックボールの個数を増減。

### ストーンバスター
2015年7月2日のスペシャルから9月24日放送分まで実施。ビリヤードがベース。ビリヤードテーブルを模したフィールド上で、各チーム3人が交互に手持ちのスティックでストーンを打ち、6ヶ所あるポケットに相手のストーンを弾き落としていく。2戦行う。
各チームのストーンは6個（チームにより赤と青で色分けされ、1-6の番号が振られている）。
ゲーム開始時は中央に揃えられた10個のストーン（右図）に、両チームが1個（6番）を手玉にして同時に打つ（「ブレイクショット」）。その後はチーム交代で1名がフィールドに入り（点数が少ないチームが先攻）、自チームのストーンを手玉にしてショットする（位置調節不可）。
ショット毎の制限時間は15秒。失敗するまで攻撃権は移らない。
1バスター30点。連続して落とす（「コンボ」）毎に40点、50点、60点と加算（1ショットで複数個落とした場合も有効）。相手のストーンを全て落とせば勝利となる。
ブレイクショット時のバスターは一律30点。自チームのストーンを落とすと相手に30点（バスターしても交代）。
過去のルール
2015年7月23日放送分までは1戦（全員参加）。勝利チームには残存ストーン1個につき30点の「残りストーンボーナス」が加算。
同年7月16日・23日放送分のみストーンは各チーム8個（右図）。

### バルーンシューティング
2016年3月24日放送分から2020年4月23日放送分まで実施。数ある風船の内、黄色い 風船をチーム全員が吹き矢で狙い撃つ。計3セット挑戦し、制限時間は各20秒。割った黄風船1個につき5点（各セット10個）。パーフェクト達成でボーナス30点が加算。チームの人数に差がある場合は、その都度くじ引きで各セットの見学者を決定する。
回によっては対戦形式で行われ、2色（ピンク・水色）ある風船の中から自チームの風船を狙い、先に全て割ったチームに20-50点が加算（制限時間なし・計2-4セット）。
ターゲットの種類
嵐チームには2-4、ゲストチームには1-3が出現。
対戦形式の場合、1-5のいずれかが出現。
- 1…固定/縦5個×横5個。
- 2…固定/縦5個×横5個・縦列5個ずつ上下移動。
- 3…固定/軸をずらした回転盤に21個。
- 4…浮游/網で塞がれた檻に13個＋透明の風船約50個が密集。
- 5…固定/大きさが異なる4つの回転盤に計50個。幾つかは透明の風船。

ゲーム中のBGMはアーケードゲームのjubeatシリーズに収録されている、泉陸奥彦のアレンジによる『ウィリアム・テル序曲』。2016年4月14日放送分以前はBGM無し。
レギュラーハンデ
嵐チームは青い風船（黄・透明以外）を1個割る毎に−5点（2016年4月14日放送分以降）・回転盤の速度が途中から上昇、小さい黄色い風船が出現。
対戦形式の場合、嵐チームはゲストよりも風船が多く、小さい風船が1-4個出現。ゲストチームには大きい風船が1-2個出現。
過去のルール
2016年4月14日放送分までパーフェクトボーナスは無く、黄風船は1個10点・第1セットから順に3、5、10（2戦目では25）個。ゲーム全体の制限時間は30秒で、クリア時の残り秒数×5点をタイムボーナスとして加算。2回戦実施。
同年5月12日放送分のみパーフェクトボーナスは50点。第1-2セットの黄風船は各15個。
同年6月23日放送分以前・7月28日・2017年2月2日放送分は、両チームが同じターゲットに挑戦。
2017年1月3日のSP・1月19日放送分の対戦形式はターゲットが通常より大きく、上段と下段に6人ずつ分かれて挑戦。
2017年2月2日放送分は計2セット（両チームがターゲット3・4に挑戦）。
ターゲット
2・3は2016年5月12日、4は同年7月7日放送分、5は2017年9月21日放送分（対戦形式）で初登場。
3…2016年8月11日-12月8日放送分では小さい黄風船はなし
4…同年7月21日放送分までは風力が弱く、小さい黄風船が大きめ。2017年3月9日放送分まで透明風船はなし。
スペシャル
第22回:3チームが対戦（緑色の風船も出現）。1位は50点・2位は20点が加算。
Mr.VS嵐:対戦形式で、2セット先取したチームが勝利。風船の数や大きさは、両チーム同じ。
特別ハンデ
嵐チーム…ゲストチームより少ない、もしくは多い人数で挑戦。
黄色・青風船の数を変動。
ゲストチームに、青風船を割った際の-5点を適用。

### ボンバーストライカー
2017年3月23日放送分から2020年12月24日（最終回）放送分まで実施。
ボウリングがベース。6 - 7人(最終回は5人)が広幅のレーンに横並びで立ち、ベルトコンベアを流れるピンを倒していく。

ピンは赤色と白色の2種類。レッドピンは1本倒すごとに20点。全てのピンを倒せば「パーフェクト」としてボーナス50点が加算。最終対決以外ではレッドピンは10点、パーフェクトボーナスは30点。
1つのターゲットが流れる約15秒間を1セットとして、計6セット行う。1セットにつき投げるボールは1人1球。ボールを投げる順番・タイミングは自由。最終ターゲットのみ、レッドピンのみで組み込まれたターゲットが流れる。また、後方の壁にぶつかり弾きかえったボールやピンが倒したピンも有効。
ゲーム中のBGMは『ラ・マカレナ(闘牛士のマンボ)』の高校野球応援風アレンジ。
過去のルール
2020年7月9日・7月23日放送分のみ前半・後半で3人ずつ交代で挑戦。
特別ハンデ・ルール
100点のゴールドピンが出現。（最大3本）
ボウリング球の代わりに、サッカーボールを使用。

#### プレッシャーストライカー
2019年11月14日放送の特別企画『Mr.VS嵐』の決勝ステージにて初実施された、派生バージョン。
各チームが順番に1本だけ流れるレッドピンを倒す。1度でも失敗したチームは脱落となる（但し、同じセットで全チームが失敗した場合は、仕切り直しの上で続行）。決着が付くまで、ゲームはエンドレスで続く。
『Mr.VS嵐』ではチーム全員（3人）が参加。三つ巴対決では、予選での順位に応じて参加出来る人数が変化する（1位は4人、2位は3人、3位は2人の合計9人が参加）。
2020年9月3日放送分のみ通常回でも実施。各チーム全員が参加し、1本倒すごとに100点獲得。1度でも倒せなかった時点で終了となる。10周ごとに、ピンの位置が変化する。

### サークルハンター
2018年4月12日放送分から5月10日放送分まで実施。
各チーム1名が円形のレールに設置された椅子に座り、「ハンター」が「ターゲット」を追う（足場を蹴る形で移動）。制限時間30秒。椅子にはブレーキがついている。3箇所に壁が立てられており、攪乱や駆け引きが行える。ターゲットは両サイドの風船を守り切ったら勝利となり、30点獲得。ハンターは両サイドにつけられた針でどちらか1つの風船を割れば勝利となり、残り秒数×3点が得点となる。
ゲーム中のBGMは『ミシルルー（ディック・デイル版）』。
固定ハンデ
男性と女性の対決の場合、制限時間が20秒に短縮される。

### スライダースマッシュ
2019年1月3日のスペシャルから2020年2月20日放送分まで実施。
先述の『バウンドホッケー』を対戦形式にアレンジしたゲーム。エアホッケーがベース。斜面半円型の巨大ホッケーリンク上で各チーム3人ずつがパックを打ち合い、相手チームのゴールに入れる。制限時間は90秒。
パックは左右交互に70秒まで10秒毎に1枚、70秒以降5秒に1枚排出される。制限時間が過ぎても、フィールドにパックが残っている場合は続行する。フィールド外に出たパックは無効。
通常の赤いパックは1ゴールにつき20点。途中、得点2倍のブルーパックが2枚排出される。女性が参加する場合は、ハンデとしてそのポジションを2人で担当する。
ゲーム中のBGMはアーケードゲームのjubeatシリーズに収録されている、泉陸奥彦のアレンジによる『天国と地獄』。
過去のルール
初回は1ゴール10点。
1月24日放送分以前はパックの色が通常が緑色、得点2倍が黒色。

### ウォールヒッター
2019年3月28日放送分から8月8日放送分まで実施。
後述の特別企画『矢の嵐』をレギュラー向けにアレンジしたゲーム。弓矢を使用し、ターゲット毎に回転しながらせり上がる的を射抜く。的は10点·20点·30点の3種類で、得点が大きいほど的が小さい。ターゲットは全部で5つ。全て射抜く事が出来れば「パーフェクト」として30点加算。
BGMは『紅蓮の弓矢』のインストゥルメンタル（2019年5月30日放送分以降。初回はオリジナルのBGMを使用）。
過去のルール
初回の3月28日放送分はセットが異なり、ターゲットごとに順番にせり上がる固定の的を射抜く形式で実施（プレイ中、的は一切動かない）。最終ターゲットはこれに加えて、1-4セットで射抜けなかった的が全て再度出現する。全ターゲット全ての的を射抜くことが出来れば、パーフェクトボーナスとして100点獲得。

### ダウンヒルシューター
2020年3月26日放送分、4月30日放送分の2回のみ実施。
レーン上にランダムにせり上がって出現するゴールに向かって、パックをシュートする。全5セット。赤いノーマルパックは1セットにつき1人1枚投げることができる。各セット開始時にゴールが上がり、パックが入ったゴールは下がる。制限時間は、各セット10秒。ゴールは5点、10点、20点の3種類で、得点が高くなるに従ってゴールは小さくなり、遠くなる。
各セットのチャレンジタイムが終わると、レーンの端からもう一方の端に動くボーナスゴールが出現する。ボーナスはチームの誰か1人が専用の黒いエースパック1枚で1投のみ可能で、ボーナスゴールにエースパックをゴールすると直前のチャレンジタイムで獲得したポイントと同じポイントが追加で加算される。途中で止まったパックは撤去されずにそのままフィールド上に残され、セットを跨いでゴールに入った場合も有効。
ゲーム中のBGMは『ラデツキー行進曲』のアレンジ版。
特別ハンデ・ルール
エースを2人・エースパックを2枚に増加（2人とも決めればその分加算される）
嵐チームよりも多い人数で挑戦。
過去のルール
初回はノーマルパックは1セットにつき1人2枚、ボーナスゴール出現時に残ったゴールは全て下がり、エースは最初に決めた代表者1人で固定（変更不可）。

### 特別企画
2016年以降はゲストチームやプラスワンゲストの人物、ドラマ、映画、スポーツなどにちなんだゲームが多数行われていた。

#### チームワーク対決
2016年2月4日から2017年2月9日放送分まで実施。各チーム代表者1名のお題に対する行動・答えを、他のメンバーが予想する。1問正解につき30点（全3問）。
過去のルール
2016年4月21日放送分までは全4問。
2016年8月4日放送分までは1問正解につき50点。

#### BUMP相撲
内容は下記の特別編と同じ。2対2と1対1の対決を行う。勝利チームが50点獲得。

#### 嵐-1グランプリ
内容は下記の特別編と同じ。

#### ベタ嵐/バラ嵐
チーム全員に質問が出題される。ベタ嵐は答えが一致した人数（2択の場合は多数派）、バラ嵐は答えが被らなかった人数×10点獲得。いずれもパーフェクトの場合は100点獲得。文字入力形式の質問は、答えに当てはまらない回答は無効となる。
一時期は『○○嵐』と題して、回によって特定のテーマに絞った質問が出題されていた。

#### クイズ松本潤
嵐の中で圧倒的な個性を放つ松本の趣味や趣向に関する問題が出される。松本の回答とニュアンスや意味が一致すると、得点を獲得できる。ハンデとして、嵐チームはプラスワンゲストのみ解答。松本以外の4人は松本潤専門家として、プラスワンとは別に模範解答を出す（得点にはならない）。

#### 顔ミックス対決
有名人・動物・建物（風景写真）・食べ物（野菜・果物・料理など）・架空のキャラクターの写真やCGが、どの有名人の顔に変化しているかを当てる早押しクイズ。1対1の対決で行われ、1問正解につき10-30点（回によって異なる）。一時期は「○○ミックス」と題し、特定のテーマに絞った問題が出題されていた。

#### スマホ早打ちしりとり
各チームスマートフォンを使用し、お題に沿ったしりとりを文字入力で行う。先に全員で繋いだチームが50点獲得。
お題に合わない、前と繋がっていない、最後に「ん」が付く回答（アンカーも含む）は無効となる。人数が少ないチームは、アンカーを代表者がもう一度担当する。その際、代表者は最初に座っていた席からアンカーの席に移動する。

#### 矢の嵐
アーチェリーをベースにしたゲーム。弓矢を使用し、ベルトコンベアを流れる的を射抜く（セットは『キッキングスナイパー』の物を流用）。ターゲットは全部で5つ。的は10点・20点・30点・50点・100点の5種類で、得点が大きいほど的が小さい。的を全て射抜いても、パーフェクトボーナスは無い。前述通り、一時期このゲームをアレンジした『ウォールヒッター』が行われていた。

#### カタカナ嵐
各チームガイド役1人が、モニターに出されるお題（全てカタカナ）をカタカナを使わずに説明する。制限時間は90秒。1問正解で10-20ポイント加算。ガイド役がジェスチャーを使うのは禁止で、ゲーム中はセットの手すりを終始握る必要がある（但し、多少のジェスチャーは黙認されている）。ガイド役がカタカナを発した場合は、減点される。（相槌など、ヒント以外での発言も減点対象）。
説明するのが難しい場合はパスする事も可能。回数制限は無いが、「パス」もカタカナで減点対象のため別の言い方（「送る」、「次」など）をする必要がある。
『リモート嵐-1グランプリ』の場合は制限時間は60秒で、中継先のゲストと嵐のメンバー1人がペアを組んで正解数を競う。カタカナを発したりジェスチャー（本編と異なり、手すりを握る必要は無い）を使った場合は、正解した数からマイナス1となる。

#### ジェスチャー嵐
『カタカナ嵐』の派生版。各チームガイド役1人が、モニターに出されるお題をジェスチャーのみで説明する。
制限時間は90秒。1問正解で10ポイント加算。ガイド役はゲーム中に一切喋る事が出来ず、言葉を発した場合は減点となる（但し、ヒントにならない程度の発声は黙認されている）。説明するのが難しい場合は、ガイド役の近くにある赤いボタンを押す事によりパスをする事が出来る（使用回数の制限は無い）。
『リモート嵐-1グランプリ』の場合は、嵐が中継先にいるゲストとペアを組み、正解数を競う。制限時間は120秒で前半60秒は中継先のゲストがガイド役、嵐メンバーが解答で後半60秒は入れ替わる。なお、パスをする際は本編と異なりボタンが無い事から、口頭で行う（パスの宣言はガイド役・解答者どちらでも可能）。

#### ダンス時計対決
『リモート嵐-1グランプリ』から導入された企画。メンバー全員 がグリーンバック の個室に立ち、各グループの持ち曲 のサビ部分を音声無しで、自分自身の感覚を頼りにダンスをする。終了後に課題曲のMVやライブ映像を流し、判定を行う。
初回はプラスワン含む嵐チームのみがノルマを設けて挑戦。全員がノルマを満たした場合は嵐チームに50点、1人でも失敗した場合はゲストチームに50点加算。
2回目以降は、最も誤差があったメンバーの秒数×100の点数が相手チームに入る。
『Mr.VS嵐』の第2回・第3回では、予選最終種目として実施。中間ポイントが設けられており、当該部で最も誤差が少ないメンバーにボーナスが加算される。

#### この他に行われたゲーム
スポーツ系：プレッシャーパター対決/スピードガン対決/フットシング/バスケットボール対決/バドミントン対決/卓球ラリー対決/バトルハンドプッシュ/綱渡り対決/サッカー対決（鳥カゴ・PK・スピードドリブル）/10m走対決/ターザンJUMP対決/ドリフト三輪車対決/ビンゴシューター/ポーズde嵐
クイズ系：超高速対決（パラパラ写真クイズ・狩野カラオケクイズ）/○○は誰だ!?/リアル間違い探し/イメージ粘土対決/クイズ誰の子供時代でしょう!?/今夜、綾瀬劇場で/ジャニーズイントロクイズ/この性格は誰だ!?/五重塔にお入れやす/顔チェンジ対決/正しいのはどっち!?/音嵐/擬音de嵐/顔パーツ嵐/観察嵐/ダレ嵐/現地リポート嵐→クイズ現地リポーター大野/まちがい嵐
その他：金メダル男（けん玉・大声）対決/ドミノ対決（スピードドミノ・駅伝ドミノ・インベーダードミノ）/プレッシャー早口言葉対決/投げ釣り合戦/CATCH AROUND DAIBA/暗闇脱出ゲーム/カメラ目線対決/ひょっこり嵐

### オープニングチャンス
2016年4月14日から同年6月23日放送分にて、以下の3つが週替わりで登場。

#### サイレントボックス
ゲスト1名が5つあるロッカーの内1つに入り、嵐が順番に開けていく。セーフ毎に得点が10、30、60、100点と上昇。

#### BUMP相撲
2対2もしくは1対1で対戦。嵐メンバーを土俵から出した位置に応じて10、20、30、50点を獲得。

#### フォーリングパイプ
上記を参照。ただし、嵐チームがパイプチョイス、ゲストチームがパイプキャッチのみを担当。

## 特別編
Bet de 嵐/嵐（あら）-1グランプリ
嵐のメンバー同士が、様々な種目で対決する（対決人数は種目によって異なる）。
ベッターゲストは勝者を予想し、メンバーの戦績に応じて得点が加算される。合計得点が一番多いベッターが優勝となる。
2020年5月14日から6月4日・6月18日放送分は新型コロナウイルス対策の一環として、「リモート嵐-1グランプリ」として開催。それぞれ個室で待機している嵐とゲストを中継で繋ぎ、様々な対決を行った。
BABA嵐 ババ抜き最弱王決定戦
BABA嵐 ババ抜き最弱王決定戦を参照。
Mr.VS嵐決定戦
嵐5人がそれぞれ男性ゲスト2人と3人1組のチームを組み、VS嵐のゲームで対決する企画。チーム編成や対決するゲームは、事前のドラフト会議によって決められる。出演者は所属するチームのユニフォームを着用し、後ろには嵐は1、ゲストは2もしくは3の背番号が書かれている。ドラフト会議で誰からも選ばれなかったゲストは出場出来ず、ゲームのアシスタントに回る。

### 各回の内容
BABA嵐の内容はこちらを参照。
| 回     | 放送日          | 優勝                                                           | 賞品                                      |
| ------ | --------------- | -------------------------------------------------------------- | ----------------------------------------- |
| Bet-1  | 2012年3月29日   | 土田晃之                                                       |                                           |
| Bet-2  | 2012年10月18日※ | TEAMミッツ(ミッツ・マングローブ・中村光宏)                     | シンガポール旅行 （TEAMミッツは獲得失敗） |
| Bet-3  | 2013年4月4日    | チームイニシャルY(YOU・山里亮太)                               | シンガポール旅行 （TEAMミッツは獲得失敗） |
| Bet-4  | 2013年8月15日※  | ショムニ2013チーム(片瀬那奈・ベッキー)                         | マカオ旅行                                |
| Bet-5  | 2014年5月8日※   | 森三中（黒沢かずこ・大島美幸）・おぎやはぎ（小木博明・矢作兼） | マカオ旅行                                |
| Bet-6  | 2014年11月6日   | すべてがFになるチーム・YOU&菜々緒                              | 鮮魚詰め合わせ                            |
| Bet-7  | 2015年10月1日※  | 山里亮太（南海キャンディーズ）&佐藤栞里                        | 旅行券                                    |
| 嵐1-1  | 2016年7月14日   | ヒロミ                                                         |                                           |
| Bet-8  | 2017年10月19日※ | 小島瑠璃子&小峠英二（バイきんぐ）                              | 豪華焼肉弁当10万円分                      |
| 嵐1-2  | 2018年7月26日   | コード・ブルー・人力舎                                         |                                           |
| 二十嵐 | 2019年11月14日  | TEAM人力舎                                                     | グアム旅行20泊                            |
| R-1    | 2020年5月14日※  | 山崎弘也（アンタッチャブル）・小島瑠璃子                       | 図書カード1万円分                         |
| R-2    | 2020年5月21日※  | 藤本敏史（FUJIWARA）・岡副麻希                                 | 図書カード1万円分                         |
| R-3    | 2020年5月28日※  | 粗品（霜降り明星）                                             | 図書カード1万円分                         |
| R-4    | 2020年6月4日※   | 沢村一樹                                                       | 図書カード1万円分                         |
| R-5    | 2020年6月18日※  | 山崎弘也（アンタッチャブル）                                   | 図書カード1万円分                         |

| 回 | 放送日         | ゲスト親方             | 優勝     |
| -- | -------------- | ---------------------- | -------- |
| 1  | 2015年12月3日※ | 日村勇紀（バナナマン） | 松本部屋 |

| 回 | 放送日                   | 優勝        | TEAM相葉           | TEAM相葉           | TEAM松本                     | TEAM松本                   | TEAM櫻井            | TEAM櫻井               | TEAM大野                   | TEAM大野                       | TEAM二宮                     | TEAM二宮                             | 備考                                                      |
| 回 | 放送日                   | 優勝        | 1位指名            | 2位指名            | 1位指名                      | 2位指名                    | 1位指名             | 2位指名                | 1位指名                    | 2位指名                        | 1位指名                      | 2位指名                              | 備考                                                      |
| -- | ------------------------ | ----------- | ------------------ | ------------------ | ---------------------------- | -------------------------- | ------------------- | ---------------------- | -------------------------- | ------------------------------ | ---------------------------- | ------------------------------------ | --------------------------------------------------------- |
| 1  | 2019年11月14日           | TEAM櫻井    | 三宅健（V6）       | 狩野英孝           | 岸優太（King & Prince）      | 亜生（ミキ）               | 上田竜也（KAT-TUN） | 井上裕介 （NON STYLE） | 吉村崇（平成ノブシコブシ） | 伊野尾慧（Hey!Say!JUMP）       | 山崎弘也（アンタッチャブル） | 増田貴久（NEWS）                     | 昴生（ミキ）は選ばれなかったため、 アシスタントとして参加 |
| 2  | 2020年7月30日※ 8月6日※   | TEAM二宮    | 中尾明慶           | 向井慧（パンサー） | 柴田英嗣（アンタッチャブル） | 桐山照史（ジャニーズWEST） | 中澤佑二            | 佐藤隆太               | 知念侑李（Hey!Say!JUMP）   | 斉藤慎二（ジャングルポケット） | 山崎弘也（アンタッチャブル） | ナダル（コロコロチキチキペッパーズ） |                                                           |
| 3  | 2020年11月26日※ 12月3日※ | TEAM二宮(2) | 東山紀之（少年隊） | 狩野英孝           | ジェシー（SixTONES）         | 濱家隆一（かまいたち）     | 塚田僚一（A.B.C-Z） | せいや（霜降り明星）   | 加藤シゲアキ（NEWS）       | 藤本敏史（FUJIWARA）           | 山崎弘也（アンタッチャブル） | ラウール（Snow Man）                 |                                                           |

新曲テレビ披露
- 「青空の下、キミのとなり」（2015年5月7日）
- 「愛を叫べ」（2015年9月3日）
- 「復活LOVE」（2016年2月25日）
- 「Daylight」（2016年5月19日）
- 「Power of the Paradise」（2016年9月15日）
- 「I'll be there」（2017年4月20日）
- 「Find The Answer」（2018年2月15日）
- 「君のうた」（2018年10月25日）
- 「Party Starters」（2020年11月5日）

スペシャルメドレー披露
- 「Løve Rainbow」「I'll be there」（2019年6月27日）

年間ダメ嵐決定スペシャル（総集編）
2011年度から2014年度の年度末に実施。嵐メンバーが自ら選出した好プレー（各自がナレーションを担当）とスタッフが選出したダメプレーを見た後、「MMDA（後述）」を実施する。
単発
- 大反省会SP（2008年6月7日） - 当時の嵐チームの対戦成績1勝7連敗ということで過去8戦を振り返り、各ゲームの最強布陣を決めた。
- しのぶ&桃子VS嵐 3ホールゴルフ対決（2009年2月21日） - スクリーンゴルフで対決。
- BBQ嵐（2009年7月25日） - 『FNSの日』直前SPとして野外にて行った。
- リポーター大野智が行く! VS嵐1年半の軌跡（2009年9月19日・土曜放送最終回） - トークを交えた総集編。
- 中学生選手権（2012年8月23日） - 詳細は「ローリングコインタワー」を参照。
- 嵐5人だけの慰労会（2014年11月6日） - 第6回「Bet de 嵐」内にて放送。
- クリスティアーノ・ロナウドVS嵐（2015年10月1日） - 第7回「Bet de 嵐」内にて放送。ロナウドは櫻井・大野と組み、キッキングスナイパーで対決（決着後、単独で挑戦）。
- 300回記念SP（2016年11月3日） - 通常内容と並行し、名場面集を放送
- 『Mr.VS嵐』ドラフト会議（2019年11月7日・2020年7月30日・11月26日） - 特別編『Mr.VS嵐』でのチームメンバーや対戦するゲームを決めるドラフト会議を行う。進行は天の声担当のフジテレビアナウンサー1人と山崎弘也[注釈 57] が担当。
- VS嵐王（2020年12月10日）- 過去の名場面からクイズを出題。
- 台場で相葉が泣いちゃったスペシャル（2020年12月17日・12月24日（最終回）） - 嵐5人でのロケ企画で、映像の中からクイズを出題。

## その他のコーナー
オープニング・エンディングにスタジオや別室にて行われた。

### オープニング

#### VS嵐クイズ
2015年8月13日放送分から2017年3月16日放送分まで実施。データ放送を使用した応募企画。収録を終えた嵐メンバーとゲストの代表者が、その回の番組の内容に関するクイズを出題。
2016年4月7日放送分以前は番組の冒頭で、嵐のメンバー1人とゲストチームの代表者1人による出題コーナーが設けられていた。

#### オープニングチャンス
2016年4月14日から6月23日放送分まで実施。詳細は「ルール」・「オープニングチャンス」を参照。

### エンディング
2010年から2014年1月までエンディングコーナーが設けられており、一時期は嵐チームの勝敗に応じて内容が分岐していた。

#### MDA（MOST DAME ARASHI）
嵐5人が各自メンバーカラーのボックスの上に立ち、その回の最もチームの足を引っ張ったと思うメンバーを指差し（自分自身を指す事も可能）の多数決で決め、最多得票者がスポンジプールに落とされる。スポンジプールに落とされた嵐のメンバーが反省のコメントを述べて、番組を締めくくる。
土曜時代は初回から勝敗問わずに毎回行われていたが、2008年6月7日以降は通常のエンディングトーク(反省会)に移行する形で廃止、木曜移行後は視聴者から「成績が振るわず(当時移行後に限った成績が2勝6敗)、やる気が感じられないため、MDAを復活させてみては」という旨が書かれた葉書が届いた事により、2010年から原則嵐チーム敗北時に実施。しかし2013年6月13日以降は再び廃止となった。廃止理由はいずれも嵐チームの成績不振のため。
状況によっては複数人もしくは全員がスポンジプールに落とされる、参加人数や並び順を変更する、ゲスト（メンバーを含む）やプラスワンもスポンジプールに落とされるケースもあった。

#### MMDA（MOST MOST DAME ARASHI）
上記のMDA同様、嵐5人が各自メンバーカラーのボックスの上に立ち、その年度の最もチームの足を引っ張ったと思うメンバーがスポンジプールに落とされる。2011年度から2014年度まで、年度末の放送で実施。スポンジプールには毎回異なる色の塗料が付いている。2011年度のみ事前投票で選抜。セットの中身は嵐5人の各々のメンバーカラーのカーテンで隠されているが、スポンジプールに落とされる嵐のメンバーが決まった後、セットの中身を隠していた嵐5人の各々のメンバーカラーのカーテンが取れるという仕組みになっている。
歴代MMDA一覧
2011年度：櫻井…色：黒(墨汁)
2012年度：大野…色：黒(粉末状の墨)
2013年度：二宮、相葉…色：青
2014年度：櫻井…色：黄緑

#### 10秒チャレンジ
2010年11月11日放送分から2014年1月30日まで実施。嵐が10秒間に様々なゲームに挑戦する。基本、全員参加（初期は毎回代表者1人）。
2013年5月16日放送分までは、原則嵐チーム勝利時・引き分けの時に実施され、同年6月13日放送分以降は勝敗問わずに実施。
2012年1月26日放送分以降は、視聴者から投稿されたゲームに挑戦（数回、スタッフが考案）。
ゲストの東山紀之がエキシビジョンで挑戦し、成功したことがある。ゲストチームが嵐の代わりに挑戦したケースもあった（成功判定は個人別）。
2014年1月30日をもって企画終了となったが、その後同年11月27日放送分にて1度のみ復活。
そして、最終回のラストにおいても『嵐最後の10秒チャレンジ』と題して約6年ぶりに実施。5人が『人間知恵の輪』のリベンジを成功させて、番組を締めくくった。

#### シミュレーション嵐
2013年の一時期、10秒チャレンジと週替わりで実施。ADに扮した嵐が視聴者（初回のみスタッフ）から提案された遊具で遊ぶ。

## 備考
VS嵐パーク
フジテレビのイベントにて2009年から開催されている。番組で使用されるセットの展示や、ゲームの体験コーナーが設けられる。
放送回数
土曜時代は全74回+スペシャル4回。木曜移行後は2019年2月7日放送分にて400回を突破した（FNSの日スペシャルは含まれていない）。
パロディ
- 『めちゃ²イケてるッ!』（フジテレビ）「VS隆史」を放送。
- 『バイキングMORE』（フジテレビ）「VS小木氏」を放送。

特記事項
- 『HEY!HEY!HEY! MUSIC CHAMP』（2008年11月3日、2009年7月6日放送分）にて当番組のゲームコーナーである「ローリングコインタワー」「フォーリングパイプ」でダウンタウンと対決した。「ローリングコインタワー」対決でダウンタウンが敗北した為、当番組にダウンタウンはゲスト出演する罰ゲームが課せられていたが後継番組『VS魂』→『VS魂グラデーション』終了まで実現しなかった。更にその後番組で、同番組と同じく相葉がMCの『木7○×部』→『相葉◎×部』にも2024年現在出演がない。
- 『百識王』（2012年7月17日）にて、当番組の美術スタッフによるドキュメントを放送。
- 『春フェス2015〜LIFE !S LIVE』（2015年5月2日-8日深夜）にて、嵐による当番組に関するクイズを放送。
- 『チャンネルΣ』枠（2015年7月11日・8月8日）にて総集編を放送。

## ネット局

### 「バニラ気分!」時代（土曜昼）
| 放送対象地域  | 放送局             | 系列           | 放送日時           | ネット状況 |
| ------------- | ------------------ | -------------- | ------------------ | ---------- |
| 関東広域圏    | フジテレビ (CX)    | フジテレビ系列 | 土曜 12:59 - 13:30 | 制作局     |
| 石川県        | 石川テレビ (ITC)   | フジテレビ系列 | 土曜 12:59 - 13:30 | 同時ネット |
| 岡山県 香川県 | 岡山放送 (OHK)     | フジテレビ系列 | 土曜 12:59 - 13:30 | 同時ネット |
| 広島県        | テレビ新広島 (tss) | フジテレビ系列 | 土曜 12:59 - 13:30 | 同時ネット |
| 長崎県        | テレビ長崎 (KTN)   | フジテレビ系列 | 土曜 12:59 - 13:30 | 同時ネット |
| 鹿児島県      | 鹿児島テレビ (KTS) | フジテレビ系列 | 土曜 12:59 - 13:30 | 同時ネット |
| 秋田県        | 秋田テレビ (AKT)   | フジテレビ系列 | 不定期放送         | 遅れネット |

### 木曜19時台
- 2018年4月以降、スペシャル放送は番組終盤の6分間はローカルセールス枠のため、フジテレビ以外の通常時フルネット局では臨時に放送終了時刻の6分前に終了する場合がある一方、通常時の飛び降り局が臨時にフルネットで放送する場合があった。なお、1月3日の新春スペシャルは、全編ネットワークセールスとなっていた。
- 次番組の都合により飛び降り点は設けられず全局フルネットとなる場合もあった。

| 放送対象地域   | 放送局                    | 系列                                         | 放送日時           | ネット状況 |
| -------------- | ------------------------- | -------------------------------------------- | ------------------ | ---------- |
| 関東広域圏     | フジテレビ（CX）          | フジテレビ系列                               | 木曜 19:00 - 19:57 | 制作局     |
| 北海道         | 北海道文化放送（uhb）     | フジテレビ系列                               | 木曜 19:00 - 19:57 | 同時ネット |
| 岩手県         | 岩手めんこいテレビ（mit） | フジテレビ系列                               | 木曜 19:00 - 19:57 | 同時ネット |
| 宮城県         | 仙台放送（OX）            | フジテレビ系列                               | 木曜 19:00 - 19:57 | 同時ネット |
| 秋田県         | 秋田テレビ（AKT）         | フジテレビ系列                               | 木曜 19:00 - 19:57 | 同時ネット |
| 山形県         | さくらんぼテレビ（SAY）   | フジテレビ系列                               | 木曜 19:00 - 19:57 | 同時ネット |
| 福島県         | 福島テレビ（FTV）         | フジテレビ系列                               | 木曜 19:00 - 19:57 | 同時ネット |
| 新潟県         | NST新潟総合テレビ（NST）  | フジテレビ系列                               | 木曜 19:00 - 19:57 | 同時ネット |
| 長野県         | 長野放送（NBS）           | フジテレビ系列                               | 木曜 19:00 - 19:57 | 同時ネット |
| 静岡県         | テレビ静岡（SUT）         | フジテレビ系列                               | 木曜 19:00 - 19:57 | 同時ネット |
| 富山県         | 富山テレビ（BBT）         | フジテレビ系列                               | 木曜 19:00 - 19:57 | 同時ネット |
| 石川県         | 石川テレビ（ITC）         | フジテレビ系列                               | 木曜 19:00 - 19:57 | 同時ネット |
| 福井県         | 福井テレビ（FTB）         | フジテレビ系列                               | 木曜 19:00 - 19:57 | 同時ネット |
| 中京広域圏     | 東海テレビ（THK）         | フジテレビ系列                               | 木曜 19:00 - 19:57 | 同時ネット |
| 近畿広域圏     | 関西テレビ（KTV）         | フジテレビ系列                               | 木曜 19:00 - 19:57 | 同時ネット |
| 鳥取県・島根県 | さんいん中央テレビ（TSK） | フジテレビ系列                               | 木曜 19:00 - 19:57 | 同時ネット |
| 岡山県・香川県 | 岡山放送（OHK）           | フジテレビ系列                               | 木曜 19:00 - 19:57 | 同時ネット |
| 広島県         | テレビ新広島（TSS）       | フジテレビ系列                               | 木曜 19:00 - 19:57 | 同時ネット |
| 愛媛県         | テレビ愛媛（EBC）         | フジテレビ系列                               | 木曜 19:00 - 19:57 | 同時ネット |
| 高知県         | 高知さんさんテレビ（KSS） | フジテレビ系列                               | 木曜 19:00 - 19:57 | 同時ネット |
| 福岡県         | テレビ西日本（TNC）       | フジテレビ系列                               | 木曜 19:00 - 19:57 | 同時ネット |
| 佐賀県         | サガテレビ（STS）         | フジテレビ系列                               | 木曜 19:00 - 19:57 | 同時ネット |
| 長崎県         | テレビ長崎（KTN）         | フジテレビ系列                               | 木曜 19:00 - 19:57 | 同時ネット |
| 熊本県         | テレビくまもと（TKU）     | フジテレビ系列                               | 木曜 19:00 - 19:57 | 同時ネット |
| 大分県         | テレビ大分（TOS）         | 日本テレビ系列 フジテレビ系列                | 木曜 19:00 - 19:57 | 同時ネット |
| 宮崎県         | テレビ宮崎（UMK）         | フジテレビ系列 日本テレビ系列 テレビ朝日系列 | 木曜 19:00 - 19:57 | 同時ネット |
| 鹿児島県       | 鹿児島テレビ（KTS）       | フジテレビ系列                               | 木曜 19:00 - 19:57 | 同時ネット |
| 沖縄県         | 沖縄テレビ（OTV）         | フジテレビ系列                               | 木曜 19:00 - 19:57 | 同時ネット |
| 青森県         | 青森テレビ（ATV）         | TBS系列                                      | 土曜 15:57 - 16:54 | 遅れネット |

- テレビ山梨（TBS系列）では2010年から2014年頃まで放送。その後2019年に鶴竜率いる「チーム大相撲」と対戦した回（フジテレビ5月9日放送分）が単発で放送された[注釈 60]。
- 四国放送（日本テレビ系列）では2010年7月6日から2011年9月20日まで放送。
- テレビ山口では2010年4月4日から2011年9月、2014年7月9日から2016年3月30日まで放送。その後は不定期放送。2020年3月頃、土曜正午に放送している『痛快TV スカッとジャパン』と随週で平均2週間から3週間に1回のペースで放送していた。その後土曜午前10:45に他フジテレビ制作番組（『潜在能力テスト』など）や、『千鳥の出没!ひな壇団』（中国放送制作）との交互放送へと変更。番組終了後は『ひな壇団』の正式ネットに切り替えた。2022年現在、後継番組の『VS魂』→『VS魂グラデーション』については不定期放送。
- クロスネット局のテレビ大分とテレビ宮崎では、曜日の関係で毎年1月3日放送が遅れネットになる場合があった[注釈 61]。
- 地上アナログ放送では長らく4:3サイドカットであったが、2010年7月1日より16:9レターボックスサイズとなりテロップ類も16:9対応となった。
- 一部系列局では再放送を不定期に行っていた。
- 青森テレビでの最終回は、12月29日深夜（30日未明）0:40 - 4:28に放送された。
- 香港ではJ2（TVB）にて広東語に吹き替えて放送（2012年3月 - ）。
- 台湾では緯來日本台（緯來電視網）にて「嵐的大運動會」として中国語字幕付きで放送（2012年4月 - ）。
- 北アメリカではテレビジャパン（NHKコスモメディアアメリカ）にて放送（2012年4月 - 6月）。
- オーストラリアではSBS Two（SBS）にて英語字幕付きで放送（2013年7月 - ）。

## スタッフ
- ナレーション:伊藤利尋、中村光宏、谷岡慎一、立本信吾
- 構成:町田裕章、田中到（2018年4月19日-）
- TD:斉藤伸介
- SW:真野昇太
- CAM:高瀬和彦
- VE:小幡茂樹
- 音声:早見哲平、北野尚史
- PA:後藤祐輔、須藤傑
- 照明:黒井宏行、松田和樹
- 編集:田郡章裕、渡邊実
- MA:阿部雄太
- CG:秋里直樹
- タイトル:福澤伸太郎
- 音響効果:温井義成
- TK:槇加奈子
- 美術制作:古江学
- デザイン:鈴木賢太
- アートコーディネーター[注釈 62]:中村秀美
- 大道具装置:浅見大
- 大道具操作:藤沢和雄
- アクリル装飾:栩木崇行
- アートフレーム:田中裕司
- 特殊装置:枝茂孝
- 電飾:林将大
- 特殊美術:横山公一、高橋明
- 視覚効果:中溝雅彦
- スタイリスト:井元文子、四方修平
- メイク:服部幸雄、竹内美徳、山田かつら
- 広報:平井隆
- データ放送:山田博昭
- 協力:ジャニーズ事務所
- 制作協力:ガスコイン・カンパニー、ザ・スピングラス、ロイドブラザーズ
- 技術協力:fmt（旧八峯テレビ、FLT）、共同テレビジョン、4-Legs、サンフォニックス、IMAGICA
- 制作進行:津野若菜
- デスク:川本栄
- ディレクター:菅剛史、鷹見睦/唐雅則、黒田源治、中内竜也、太田秀司
- プロデューサー:宮崎鉄平（2015年11月5日-）、金佐智絵、鈴木浩史、工藤江美子、桐谷太一
- チーフプロデューサー:三浦淳（2012年8月9日-）
- 企画・総合演出:萬匠祐基（2017年1月3日-）（2016年12月15日まで演出）
- 制作:フジテレビ編成制作局制作センター第二制作室（旧編成局制作センター第二制作室）
- 制作著作:フジテレビ

過去の主なスタッフ
- ナレーション:天野ひろゆき、中村仁美、佐藤賢治[注釈 63]
- 構成:小笠原英樹
- TD:勝村信之
- SW:二見健二、石田智男
- 音声:戸田裕生、本間清孝、福田暁史
- CAM:三村純一
- VE:久保島春樹、池川秀彦、福田立基
- 照明:和田智裕
- CG:岡本英士、小倉敦之
- 音響効果:飛田麻美子、大平拓也
- 美術制作:井上幸夫
- デザイン:棈木陽次
- アートコーディネーター:矢野雄一郎
- 大道具:篠田直人
- 編成:松崎容子、高瀬敦也
- データ放送:川中祥行
- 制作協力:THE WORKS、スーパーディレクターズプロジェクト
- 技術協力:田中電設、Gz-Factory
- 制作:佐々木将（2012年8月2日まではチーフプロデューサー）
- デスク:福田有岐、吉川真紀子
- AP:桑名美佐、安部公代、原田このみ
- ディレクター:瓜生夏美、蜜谷浩弥、佐藤一輝、加藤武
- 演出:木村剛（2017年11月16日-）
- プロデューサー:双川正文